# 滞纳金
滞纳金是指公司或组织因客户未在到期日支付账单（例如到期未支付信用卡賬單）或归还租用或借用的物品而向其收取的费用。滞纳金一般是按天（到期後未歸還的時間越長，要繳納的滯納金越多）、按物品计算。